# Racing Athletic Club
 (février 2025).
- Si vous ne connaissez pas le sujet, laissez ce bandeau (vous pouvez alors contacter les auteurs).
- Si vous supprimez le contenu mis en cause (vous pouvez préalablement contacter les auteurs),

argumentez précisément cette suppression dans la page de discussion
(un manque de référence n'est pas un argument ; une recherche réelle de référence doit avoir été effectuée, être formellement documentée).
 (décembre 2024).
Le Racing Athletic Club (en arabe : نادي الراسينغ الرياضي), plus couramment abrégé en RAC, est un club marocain omnisports fondé en 1915 sous le nom de Racing Club Marocain, basé dans la ville de Casablanca.
Créé par des français, le RAC est le plus ancien club sportif au Maroc encore en activité.

## Histoire

### Fondation et débuts (1912-1919)
Le Racing Club Marocain est fondé en 1912 à Casablanca. Pour ses débuts, le club n'a joué que des matchs amicaux, jusqu'à la création de la Fédération Marocaine des Sports Athlétiques en dont il sera inscrit et disputera avec les autres clubs la première édition du championnat en 1915, cette première saison a vu le RAC se classe troisième au classement final. Lors de la saison suivante, le Racing a fait un excellente résultat, en terminant vice-champion derrière l'US Marocaine.

### Arriver de la FMSA (1919-1922)
Après la fin de la Première Guerre mondiale, en 1919 la Fédération Marocaine des Sports Athlétiques a vu le jour, et a remplacé l'ancienne. Et dès la deuxième saison sous la nouvelle organisation, le RAC a fini vice-champion du Maroc.
Il a fallu attendre jusqu'à 1921 pour revoir le RAC dauphin du classement final du Championnat du Maroc.

### Adhésion en LMFA (1922-1956)
Le Racing était sacré Champion du Maroc deux fois, ce qui lui a permis de participer en Ligue des champions de l'ULNAF et de représenter la Ligue du Maroc de Football Association à deux reprises en 1945 et 1954.
Ainsi que le club a également été vice-champion à trois reprises.

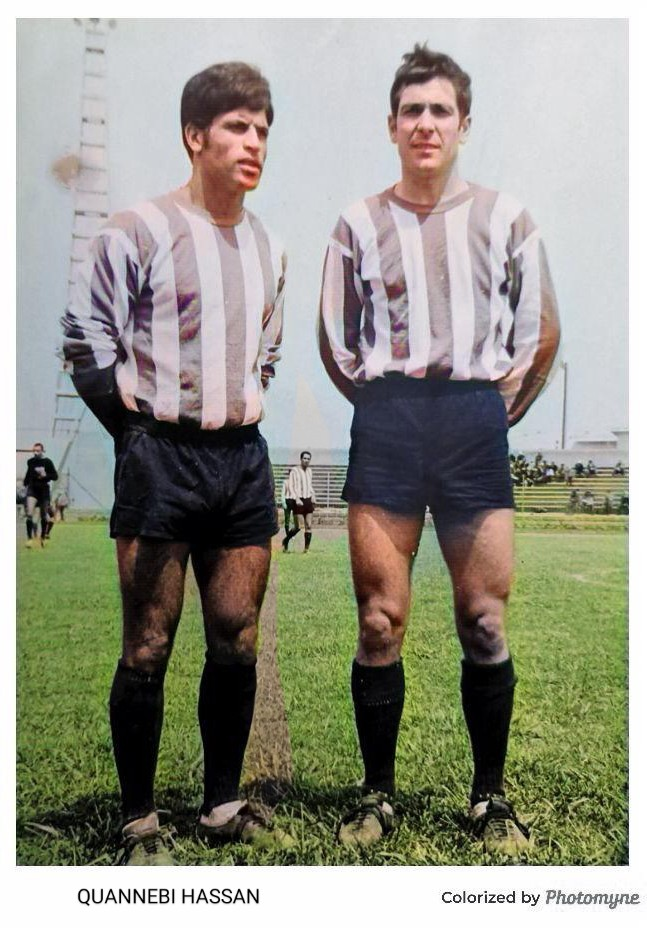
Quannebi Hassan sous le maillot du Racing Avant-Garde Casablanca lors de la demi-finale de la 'Coupe d'Afrique du Nord en 1952

Le RAC va également réaliser un bon parcours en Coupe des vainqueurs de l'ULNAF lors de l'édition 1951/52 où le club a fini finaliste, sous la houlette de D. Pilard. Les Casablancais sortent tout d'abord des éliminatoires régionales. Le club va ensuite rentrer dans le vif du sujet[style à revoir] lors de la phase finale de la compétition. Le Racing va se défaire tout à tour de l'ES Tunis (victoire 1-0), le CDJ Oran (victoire 2-0), puis de la GS Orléans-ville (victoire 2-0). Arrivé en demi-finale, le RAC se voit opposer l'IS Mostaganem face à lui à Casablanca dans l'enceinte du Stade Philip, devant au moins 4 097 supporters payants[pertinence contestée]. Rencontre difficile, elle voit les multiples assauts de l'attaque du Racing repoussé par la solide défense de l'Idéal, qui joue très bas. Bouchaïb, arrière du RAC, libère les siens à la 115e minute à la fin des prolongations.
En 1954, le RAC bat le Club Africain de la Tunisie (7-0) qui devient ensuite la plus grosse victoire de l'histoire des confrontations entre les équipes Tunisiennes et les équipes marocaines[source secondaire souhaitée]. Ainsi qu'en 1955, le club a battu le Rajah par 2 buts à zéro.

### Âge d'or (1964-1972)
En 1969, le Racing change de nom et il est renommé Association des Douanes Marocains (ADM).
Le club est devenu une équipe d'institution nationale entièrement financée par l'administration des douanes, et à la suite de cela, ils ont remporté le titre de Champion du Maroc lors de la saison 1971-1972.

### Descente aux enfers (1973-2000)
Après un parcours où le club était champion du Maroc en 1972, l'AS Douane va se retrouver l'année suivante relégué à la deuxième division.
Le club a changé de nom dans les années 1980 pour devenir la Renaissance de Casablanca (en arabe : النهضة البيضاوية) avant de reprendre son nom d'origine à la fin des années 1990.

### Renouveau (2016-)
En 2016, l'équipe comptait dans son effectif de jeunes joueurs comme l'attaquant international marocain Ayoub El Kaabi qui a été vendu à la Renaissance de Berkane et devient le joueur le plus cher de l'histoire du club et qui devient aussi à la suite de son transfert en Chine le transfert le plus cher du Championnat marocain.

## Palmarès et statistiques

### Football
| Compétitions nationales | Compétitions internationales                  |
| Botola Pro1 (1) - Champion : 1971/72 - Vice-champion : 1961/62 et 1964/65 Coupe du Trône (1) - Vainqueur : 1968 - Finaliste : 1962 et 1965 Coupe d'Ouverture de la Saison (3) - Vainqueur : 1942, 1945, 1954 Coupe du Chaouïa (2) - Vainqueur : 1941, 1944 Botola Pro2 (1) - Champion : 1999/00 - Vice-champion : 2016/17 | Coupe des coupes de l'ULNA - Finaliste : 1952 |

#### Juniors
- Championnat du Maroc (4)
  - Champion : 1942, 1948, 1952, 1953

- Ligue des champions de l'ULNA (2)
  - Vainqueur : 1952, 1953

#### Cadets
- Championnat du Maroc (2)
  - Champion : 1947, 1948

#### Minimes
- Championnat du Maroc (1)
  - Champion : 1948

- Coupe d'Élite du Maroc (1)
  - Vainqueur : 1954

## Bilan sportif
Le tableau ci-dessous récapitule le bilan par saison de la 1re équipe du club en championnat et Coupe du Trône depuis 1997 :

### Waterpolo
- Botola Pro (14)
  - Champion : 1930, 1931, 1933, 1935, 1936, 1937, 1938, 1939, 1941, 1944, 1945, 1946, 1947, 1950

- Coupe du Trône (1)
  - Vainqueur : 1938

- Ligue des champions de l'UNAN (1)
  - Vainqueur : 1942
  - Finaliste : 1936, 1937, 1939, 1948, 1950

- Coupe Jantzen (1)
  - Vainqueur : 1934[2]

- Coupe Robineau (1)
  - Vainqueur : 1934[3]

- Coupe Chiclets (1)
  - Vainqueur : 1934[4]

## Personnalités

### Présidents
- Henri Fournier
- Abderrahman Abde
- Karoly Louis
- Léopold Sauvaire
- Mohamed Samad
- Abderrahman Sadek
- Ahmed Antifit
- Abdelhak Rezek Allah (Mendoza)

### Joueurs
- Cherkaoui Hafnaoui
- Abdallah Azhar
- Saïd Kherrazi
- Nadir Lamyaghri
- Helenio Herrera
- Ayoub El Kaabi

## Image et identité

### Les différents noms du club
| Racing Club Marocain |
| -------------------- |

| Racing Avant-Garde Casablanca |
| ----------------------------- |

| Racing Athletic Club |
| -------------------- |

| Association des Douanes Marocains |
| --------------------------------- |

| Renaissance de Casablanca |
| ------------------------- |

### Couleurs et évolution du blason
Depuis sa création, le club a connu l'évolution du blason plusieurs fois, dont voici le premier logo de son histoire :

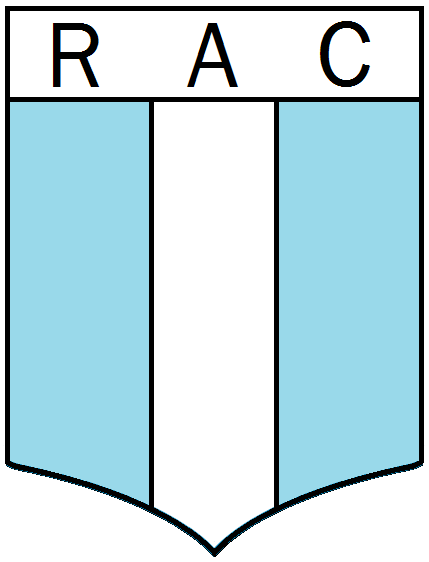

### Affluence et supporters
Malgré l'ancienneté du club, le Racing depuis sa création n'a pas pu gagner un large public des marocains, car les supporters de football à Casablanca ont toujours vu dans le club une équipe du protectorat français au Maroc, donc ils ont préférés d'encourager le Wydad Athletic Club qui représente le nationalisme.